# プラネット・ハルク
「プラネット・ハルク」（"Planet Hulk"）は、2006年に『ジ・インクレディブル・ハルク』誌で開始された、マーベルコミックスのストーリー展開である。マーベルのヒーローたちにより宇宙へ追放されたハルクが、別の惑星へ漂着し、地球へ復讐に戻るまでを描いている。

## 出版上の歴史
ストーリーのメイン・ライターであるグレッグ・パクは、現実世界の歴史からこの物語を描いたと語っている。
| 「 | 私は古代ローマの剣闘士の本当の生活についてと、チンギス・カンとより現代的な軍閥、独裁者、政治指導者のような人物の物語から読み取ることによって物語のインスピレーションを得た。孫武の『孫子』とジョーゼフ・キャンベルの『Power of Myth』は、私が話の他の側面を考えるうえで大きな役割を果たした。 | 」 |

物語のルーツは、『New Avengers: Illuminati』と『Incredible Hulk』第88-91号から始まった。主となる物語は『Incredible Hulk』第92-105号と『Giant-Size Hulk vol.2』第1号で語られた。また物語の結末はクロスオーバー『World War Hulk』と『Son of Hulk』シリーズにつながった。
2017年9月、日本語版が発行された。

## 物語

### 背景
イルミネイティたちはハルクを地球上に留まらせるのは危険だと判断した。彼らは、危険な衛星を解体するためだと言ってハルクを騙して宇宙へ飛ばした。彼らの計画ではハルクの宇宙船は平和な惑星に着陸するはずであったが、途中でワームホールを通過してしまう。

### プラネット・ハルク
ハルクが乗った宇宙船は惑星サカールに墜落する。ハルクは捕らえられて装着者の自由を奪うスレイブ・ディスクを取り付けられ、惑星の皇帝レッド・キングの奴隷にされ、剣闘士となって戦うこととなった。ハルクは、仲間になった剣闘士のミーク、ブロッドのノー・ネーム、エロエ・カイフィ、ラヴィン・スキー、ヒロイム、コーグとともにウォーバウンドを結成した。
ハルクはやがて闘技場で人気者となり、そして皇帝打倒を目指す反乱軍へ勧誘される。ハルクたちは断り、唯一、エロエだけが反乱軍に加わることにした。
その後の戦いで、ラヴィン・スキーが殺されてしまう。レッド・キングの手下の女戦士カイエラは、彼らと奴隷にされたシルバーサーファーが戦うように手配した。戦闘中、ハルクは彼を解放し、シルバーサーファーのディスクを外す。さらにシルバーサーファーは闘技場の全員のすべてのスレイブ・ディスクを破壊した。サーファーはサカール離れる際、ハルクを地球に帰してやると提案した。だがハルクは残ることに決めた。
ハルクたちはレッド・キングから逃亡し、カイエラから追跡される身となった。彼らはいくつもの村々とし、ハルクは伝説の救世主「サカールソン」ではないかと噂された。カイエラはハルクと戦うが、やがてレッド・キングの非道な正体を知ると反乱軍側に寝返った。
ハルクの首都を攻撃して戦いを挑み、そしてついにレッド・キングは倒された。ハルクは新たな王となり、カイエラを妻とした。2人はレッド・キングによって起こされた争いを沈め、サカールを平和な惑星とした。そしてカイエラはハルクの子を妊娠した。
一方でサカールにハルクを連れてきた宇宙船は、記念碑となっていた。だがあるとき、宇宙船は大爆発を起こし、惑星サカールの街は壊滅し、カイエラは死亡した。怒り狂ったハルクは、宇宙船を建造したイルミナティへの復讐を誓い、ウォーバウンドたちと共にサカールを出発し、地球へと向かった。

### 余波
地球に到達後、ハルクとウォーバウンドは「ワールド・ウォー・ハルク」を開始した。
惑星サカールは生き残ったハルクの2人の息子（スカーとヒロ・カラ）により再建された。

## コレクテッド・エディション
- Incredible Hulk: Prelude to Planet Hulk （収録: Incredible Hulk vol. 3 #88-91, Hulk Handbook 2004、ソフトカバー、マーベル・コミック、2006年3月、ISBN 0-7851-1953-1）
- Hulk: Planet Hulk （収録: Incredible Hulk vol. 3 #92-105, Giant-Size Hulk vol. 2 #1, "Mastermind Excello" from Amazing Fantasy #15、416ページ、マーベル・コミック、ハードカバー、2007年6月、ISBN 0-7851-2245-1、ソフトカバー、2008年4月、ISBN 0-7851-2012-2）
- Planet Hulk Omnibus （384ページ、Panini Comics、2007年8月、ISBN 1-905239-66-1）

## 他のバージョン
『What If?』では、『プラネット・ハルク』のオルタナティヴ版が3つ作られた。
- 「What If Caiera survived the explosion instead of Hulk」では、宇宙船の爆発ではハルクが死亡してカイエラが生き残り、彼女が夫の仇を討つためにウォーバウンドを率いて地球への攻撃を開始した。カイエラはイルミナティを抹殺し、地球を隷属させた。
- 「What If Hulk landed where the Illuminati intended」では、ハルクは当初の予定通り平和な惑星に到着する。
- 「What If Bruce Banner Landed on Sakaar Instead of the Hulk」では、ブルース・バナーは直ちに殺害される。

## 他のメディア

### 映画
- ライオンズゲートにより2010年2月に発売されたオリジナルビデオアニメ映画『超人ハルク: サカールの預言（英語版）はこのストーリーを原作としている[12]。映画ではシルバーサーファーの代わりにベータ・レイ・ビル（英語版）が登場し、ブロッド（英語版）のノー・ネーム（英語版）は時間の都合上登場しない。またコミックのようにサカールは壊滅せず、ハルクが地球を攻撃しにゆく描写もない。2012年8月8日に日本語版のブルーレイとDVDがキングレコードより発売された。

### コンピュータゲーム
- サカールでのハルクの経験は『MARVEL ULTIMATE ALLIANCE』に反映されている。